# 谟啰贝玛
谟啰贝玛（?—?），清朝喀尔喀蒙古车臣汗部之祖，博尔济吉特氏，阿敏都喇勒的儿子，格哷森札札赉尔的孙子。
他的哥哥多爾察海沒有兒子，谟啰贝玛繼承父親阿敏都喇勒成為左翼的部長。谟啰贝玛只有一個兒子硕垒，為硕垒娶林丹汗囊囊福晉的妹妹為妻。谟啰贝玛死後，左翼都屬於硕垒統轄。林丹汗失敗后，硕垒宣佈繼承林丹汗的大汗之位，稱車臣汗（徹辰汗）。